# Horvátország nemzeti parkjai

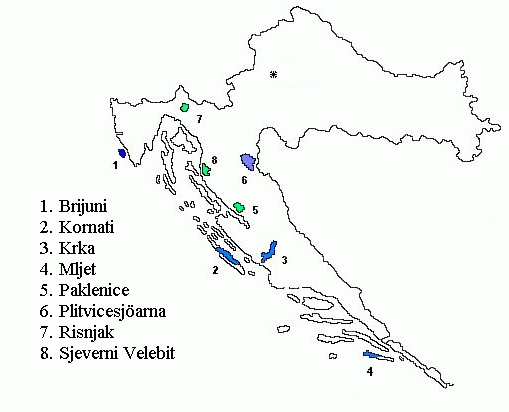
Horvátország nemzeti parkjai

Horvátországban 2016-ban nyolc nemzeti park található. 
Három nemzeti park található a szigeteken (Kornati, Brioni és Mljet). Két nemzeti park található a Karszton (horvát: Krš) (Plitvicei-tavak és a Krka-vízesések). Kettő további található a Velebit-hegységben, amelyekben nemcsak lenyűgöző karsztos tájakat találunk, hanem számtalan növény- és állatfajt is. A nemzeti parkok összterülete a horvát államterület mintegy 5%-át teszi ki.

## Lista
| név                             | alapítva | terület ha | megjegyzés | térkép                                                                     | kép |
| ------------------------------- | -------- | ---------- | --- | -------------------------------------------------------------------------- | --- |
| Plitvicei-tavak N. P.           | 1949     | 29.500     | Európa egyik legszebb természeti látványossága egy völgyben terül el, erdős hegyek veszik körül. 1979-től az UNESCO világörökségi listáján is megtalálható.                                                                   |                                                                            |     |
| Paklenica Nemzeti Park          | 1949     | 9.600      | a Velebit hegylánc tengeri oldalán, kb. 30 km-re Zárától található. Területét sokszínű növény- és állatvilág népesíti be, többek között hiúzok, vadmacskák, barnamedvék, sasok és keselyűk népes tábora.                      | Horvátország nemzeti parkjai (Horvátország) · Horvátország nemzeti parkjai |     |
| Risnjak Nemzeti Park            | 1959     | 3.198      | A legmagasabb csúcsa a Veliki Risnjak, 1528 m-en fekszik. A csúcsról kilátás nyílik a Kvarner-öbölre. Barnamedvék, farkasok, hiúzok, sasok és más védett állatfajok élnek ezen erdős hegységben.                              | Horvátország nemzeti parkjai (Horvátország) · Horvátország nemzeti parkjai |     |
| Mljet N. P.                     | 1960     | 5.375      | Mljet az Adria nyolcadik legnagyobb szigete Dalmáciában. | Horvátország nemzeti parkjai (Horvátország) · Horvátország nemzeti parkjai |     |
| Kornati Nemzeti Park            | 1980     | 22.000     | Horvátország egyik legszebb és legnépszerűbb nemzeti parkja. Nevét a legnagyobb szigetéről, a Kornat szigetről kapta. | Horvátország nemzeti parkjai (Horvátország) · Horvátország nemzeti parkjai |     |
| Krka Nemzeti Park               | 1985     | 10.900     | 17 km-re található Šibeniktől. A nemzeti park a Krka folyó nagy részét, Skradintól Kninig tartó szakaszát foglalja magában. Számos szikla, vízesés, valamint az itteni különleges állat- és növényvilág érdemes a figyelemre. | Horvátország nemzeti parkjai (Horvátország) · Horvátország nemzeti parkjai |     |
| Észak-Velebit hegyvonulat N. P. | 1999     | 10.900     | Ez a nemzeti park gyönyörű kilátóhelyeket, magas sziklákat és számos barlangot kínál. | Horvátország nemzeti parkjai (Horvátország) · Horvátország nemzeti parkjai |     |
| Brioni Nemzeti Park             | 1983     | 3.390      | Egy szigetcsoport néhány kilométerre Pula tengerparti városától. 14 sziget áll védelem alatt. | Horvátország nemzeti parkjai (Horvátország) · Horvátország nemzeti parkjai |     |

## Fordítás
- Ez a szócikk részben vagy egészben  a   Liste der Nationalparks und Naturparks in Kroatien című német Wikipédia-szócikk fordításán alapul.  Az eredeti cikk szerkesztőit annak laptörténete sorolja fel. Ez a jelzés csupán a megfogalmazás eredetét és a szerzői jogokat jelzi, nem szolgál a cikkben szereplő információk forrásmegjelöléseként.